# Euploea euphon
Euploea euphon là một loài bướm thuộc phân họ Danainae, Họ Bướm giáp. Nó được tìm thấy ở Mauritius và Réunion.